# Plynops carinatus
Plynops carinatus är en stekelart som beskrevs av Shaw 1996. Plynops carinatus ingår i släktet Plynops och familjen bracksteklar. Inga underarter finns listade i Catalogue of Life.